# Eberhard Curio

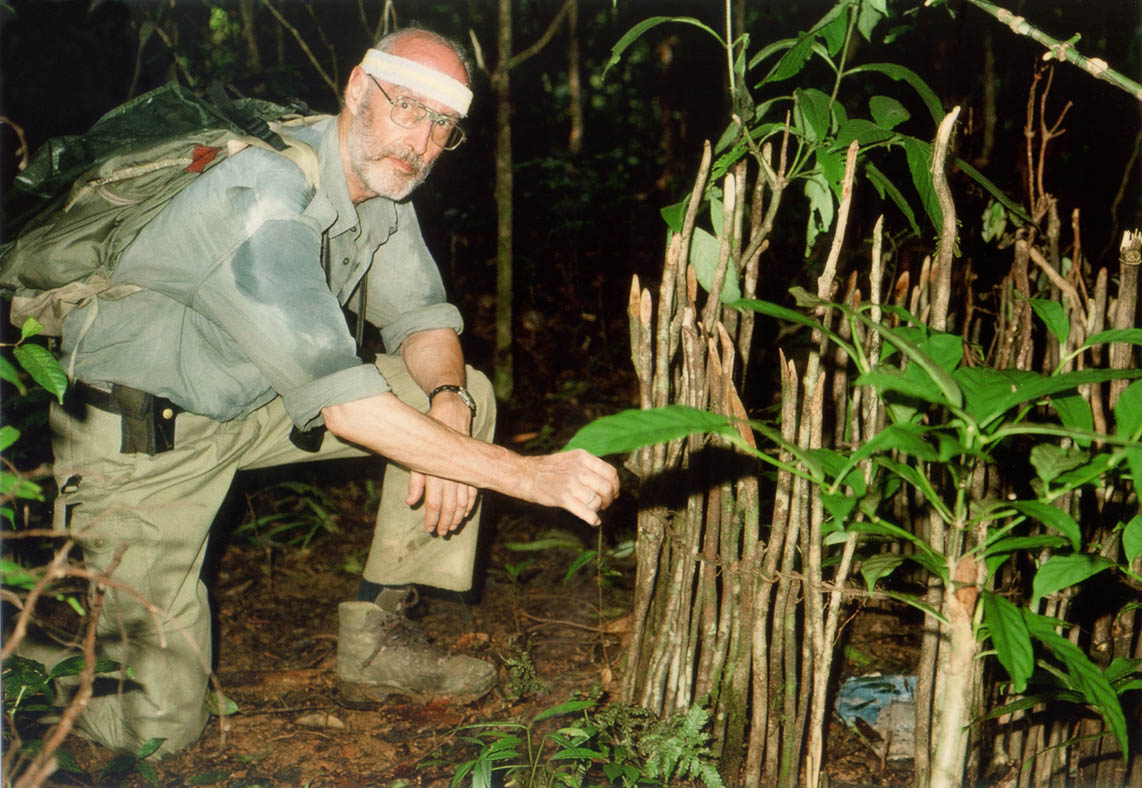
Eberhard Curio neben einer Waran-Falle (2006)

Eberhard Curio (* 22. Oktober 1932 in Berlin; † 11. September 2020 in Bochum) war ein deutscher Verhaltensforscher und Ökologe, der zunächst vor allem auf dem Gebiet der Ornithologie und ökologischen Verhaltenskunde forschte und später internationale Bekanntheit erlangte durch sein wissenschaftliches Engagement für den Artenschutz auf Tonga, Fidschi und den Philippinen. Curio war von 1971 bis 1998 Professor an der Ruhr-Universität Bochum.

## Leben
Eberhard Curio besuchte in Berlin von 1939 bis 1942 die Grundschule und von 1942 bis 1950 die Oberschule. Von 1950 bis 1957 studierte er an der Freien Universität Berlin Naturwissenschaften mit Schwerpunkt im Fach Zoologie. 1957 wurde er zum Dr. rer. nat. promoviert; seine Dissertation trug den Titel Verhaltensstudien am Trauerschnäpper und wurde 1959 als Supplement Nr. 3 der Zeitschrift für Tierpsychologie veröffentlicht.
1957 war Curio zunächst als wissenschaftlicher Mitarbeiter an der Vogelschutzwarte in Ludwigsburg tätig und von 1957 bis 1964, ebenfalls als wissenschaftlicher Mitarbeiter, in der Abteilung von Konrad Lorenz am Max-Planck-Institut für Verhaltensphysiologie in Seewiesen. Von 1964 bis 1967 hatte er einen Lehrauftrag für Zoologie an der Universität Tübingen inne, und 1968 folgte die Habilitation an der Fakultät für Biologie der Ruhr-Universität Bochum.
Als Dozent gründete Eberhard Curio 1968 die Arbeitsgruppe für Verhaltensforschung der Bochumer Fakultät für Biologie, die 1998 von ihm in die Conservation Biology Unit überführt wurde und der er seit 1971 als Professor vorstand. 1998 wurde er emeritiert.
Seit 1967 war Curio Mitglied des WWF und seit 1970 auch Mitglied des BUND. 2006 gehörte er zu den Unterstützern der Kampagne für eine volle Haftpflichtversicherung für die deutschen Atomkraftwerke.

## Forschungsthemen

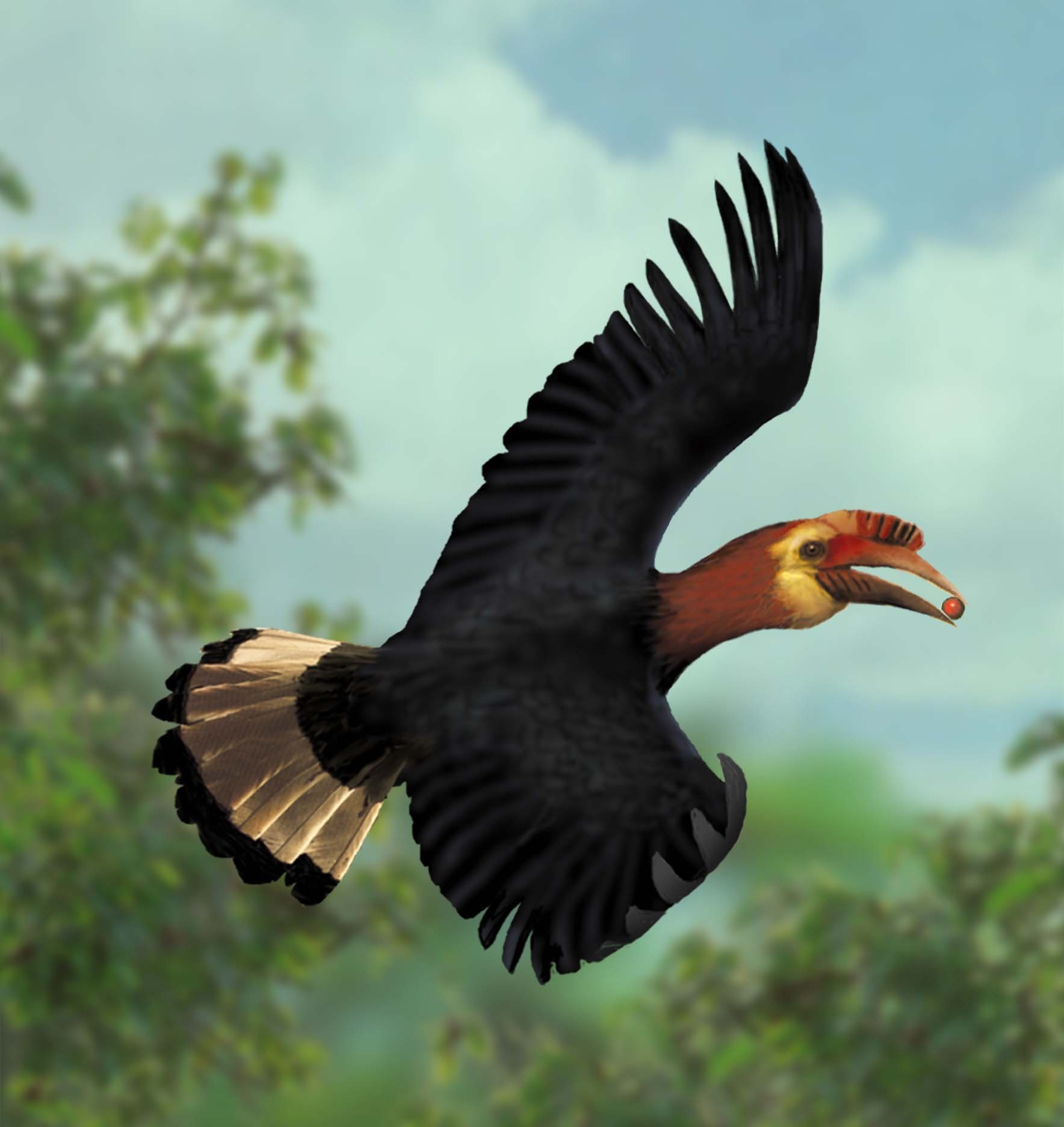
Korallenschnabel-Hornvogel
(Gemälde von E. Curio)

Eberhard Curio widmete sich bereits ab 1950 durch das Anfertigen von Ethogrammen der vergleichenden Verhaltensforschung und darüber hinaus der Populationsökologie von Singvögeln, wobei ihn speziell interessierte, wie sie ihre Fressfeinde visuell erkennen; danach erkennt das Beutetier Feinde, indem es sie auf verschiedenen feindspezifischen Wahrnehmungs-'Kanälen' identifiziert, visuell wahrnehmen und sich um ihren Nachwuchs kümmern: Wie teilen sich Elternpaare die Brutpflege, und steuern sie die Stärke ihrer Brutverteidigung je nach Qualität und Anzahl ihrer Nachkommen und/oder ihren weiteren Brutaussichten? Wie erkennen Männchen, dass sie womöglich fremde Junge großziehen?
Ein zweiter Interessenschwerpunkt galt der Frage, wie Reptilien (zum Beispiel Anolis-Echsen) individuell verschieden ihre Beute erkennen. Während zahlreicher Auslandsreisen forschte er im Süden Mazedoniens (1958), in Spanien (1960), auf den Galapagos (1962/63), in Jamaika (1969), Panama (1979), Tonga (1990), Fidschi (1990/91) – u. a. über das Verhalten neotropischer Schwärmer und deren Raupen-Farbformen. Dabei maß er erstmals den Selektionsvorteil einer Verhaltensweise, in der sich die Farbformen unterscheiden.
Zu den von ihm bearbeiteten Themen gehörte ferner die Frage, ob Kleinstpopulationen von Vogelarten, die im Südpazifik (Fidschi-Archipel, Philippinen) heimisch sind, aus eigener Kraft dauerhaft überleben können, oder ob sie regelmäßiger „Blutauffrischung“ von Populationen anderer Inseln bedürfen. Durch die Analyse der mitochondrialen DNA aus 700 Blutproben ausgewählter tonganischer Arten wurde geprüft, in welchem Ausmaß Inselpopulationen genetisch voneinander isoliert und dadurch gefährdet sind. Mit seinen Studenten verringerte er das Aussterberisiko des hochbedrohten Tonga-Großfußhuhns, das seine Eier durch Vulkanwärme bebrüten lässt, indem Eier von der einzigen Heimatinsel auf eine weitere, feindleere und menschenarme Insel verfrachtet wurden.
Von 2001 bis 2003 leitete und koordinierte Eberhard Curio im Auftrag der Europäischen Union das damals neu eingerichtete EU-Programm zur Biodiversitätsforschung in den neun ASEAN-Staaten.

## Naturschutz
Seit 1993 hielt sich Eberhard Curio jährlich mehrere Monate auf den Philippinen auf, wo er sich u. a. dem Schutz endemischer Vögel widmete. 1995 gründete er mit Unterstützung der Zoologischen Gesellschaft Frankfurt das Philippine Endemic Species Conservation Project (PESCP), 1997 errichtete er auf Panay im letzten erhaltenen Niederungswald der Visayas-Region eine Forschungsstation (Panay Eco-Social Conservation Project, PanayCon).
Curio war Gründer, Präsident und wissenschaftlicher Berater der gemeinnützigen philippinischen Naturschutzorganisation Philincon (Philippine Initiative For Conservation of Environment And The People), die das Panay Eco-Social Conservation Project betreut und finanziert. Schwerpunkt der Arbeit der 1995 gegründeten Organisation war zunächst die Insel Negros, später verlagerte er sich auf die Insel Panay.
Mit Hilfe dieser Station soll zum einen die artenschutzorientierte Grundlagenforschung erleichtert und beispielsweise der Schutz frei lebender Nashornvögel, etwa des vom Aussterben bedrohten Panayhornvogels, durch Nestbewachung verbessert werden; zum anderen gehört auch die artgerechte Auswilderung beschlagnahmter Vögel zu den Zielen des Projekts.
Um die bedrohten Vögel – und mit ihnen zahlreiche andere ähnlich gefährdete Tierarten – und ihre Lebensräume zu schützen, wird versucht, den Einheimischen neue Einkommensquellen zu erschließen und ihr Bewusstsein für den Artenschutz zu schärfen. Hierzu wird u. a. der Anbau von Ingwer, hochwertiger Gemüse und Tigergras (Centella asiatica) propagiert. Ehemalige Wilderer und Jäger wurden zudem als Wildhüter eingestellt, um die Nester der Nashornvögel zu bewachen. Aufgrund der Vorarbeit des PESCP hat sich auch die Europäische Union mit einem Forschungsprojekt auf Panay engagiert, dessen Ziel die dauerhafte Etablierung von Nutzwäldern ist, die der Bevölkerung als Einnahmequelle dienen können, ohne dem Regenwald zu schaden. Solche Nutzwälder sollen in Pufferzonen zwischen gerodeten Flächen und schützenswertem Regenwald angepflanzt werden.

## Ehrungen
1995 erhielt Eberhard Curio den „Ornithologen-Preis“ der Deutschen Ornithologen-Gesellschaft für seine Studien zur Quantifizierung von Selektionsfaktoren und die Anwendung verhaltenskundlicher Erkenntnisse auf den Artenschutz.
Im Mai 2003 zeichnete ihn das International Biographical Centre in Cambridge mit dem Titel Scientist of the Year („Wissenschaftler des Jahres 2003“) aus. 2004 sprach ihm die gleiche Organisation die Auszeichnung International Educator of the Year („Pädagoge des Jahres 2004“) zu.
Am 28. September 2020 beschloss das House of Representatives der Philippinen die Resolution 1258, in der das Repräsentantenhaus den Angehörigen von Eberhard Curio kondolierten.
Die Galápagos-Riesenratte (Megaoryzomys curioi) erhielt ihren wissenschaftlichen Namen zu Ehren Eberhard Curios.

## Schriften (Auswahl)
- The Ethology of Predation. Springer Verlag, 1976
- mit Rolf Blaich und Norbert Rieder: Der Funktionszusammenhang zwischen einer Handlung und der ihr zugrundeliegenden Erregung als Grundlage der Ethometrie von Schlüsselreizen. In: Zeitschrift für vergleichende Physiologie. Band 62, S. 301–317, 1969
- Verhaltensstudien am Trauerschnäpper. Beiheft 3 zur Zeitschrift für Tierpsychologie. Parey Verlag, Berlin und Hamburg, 1959.
- mit Rolf Blaich und Norbert Rieder: Two innate releasing mechanisms subserving the same motor pattern system. In: Nature. Band 225, S. 750, 1970, doi:10.1038/225750a0
- Validity of the selective coefficient of a behaviour trait in hawkmoth larvae. In: Nature. Band 228, S. 382, 1970, doi:10.1038/228382a0.
- Towards a methodology of teleonomy. In: Experientia. Band 29, S. 1045–1058, 1973.
- Why do young birds reproduce less well? In: Ibis. Band 125, S. 400–404, 1983.
- Cultural transmission of enemy recognition by birds. In: Zentall, T., und B. G. Galef: Social learning: psychological and biological perspectives. Lawrence Erlbaum Associates, Hillsdale, S. 75–97, 1988.
- Proximate and developmental aspects of antipredator behavior. In: Advances in the Study of Behavior. Band 22, S. 135–238, Academic Press, 1993.
- Prioritisation of Philippine Island avifaunas for conservation: a new combinatorial measure. In: Biological Conservation. Band 106, 373–380, 2002

## Belege
1. ↑  Traueranzeige
2. ↑  Emeritiert/Pensioniert: Prof. Dr. Eberhard Curio. In: Rubens, Zeitung der Ruhr-Universität Bochum, vom 30. April 1998.
3. ↑  Bundesweite Unterschriftenaktion: Sofort volle Haftpflichtversicherung für die deutschen Atomkraftwerke. (Memento vom 9. Februar 2007 im Internet Archive) Auf: atomhaftpflicht.de, Stand vom 9. Februar 2007.
4. ↑  Prof. Curio erhält EU-Chair for Biodiversity. Auf: ruhr-uni-bochum.de vom 11. September 2001 (mit Foto von Eberhard Curio).
5. ↑  Philincon: Our history.
6. ↑  Repräsentantenhaus der Philippinen: Resolution 1258.
7. ↑  Beolens, Watkins & Grayson: The Eponym Dictionary of Mammals. Johns Hopkins University Press, Baltimore 2009, ISBN 978-0-8018-9304-9, S. 93 (Curio).

| Personendaten    | Personendaten                                |
| ---------------- | -------------------------------------------- |
| NAME             | Curio, Eberhard                              |
| KURZBESCHREIBUNG | deutscher Verhaltensforscher und Ökologe     |
| GEBURTSDATUM     | 22. Oktober 1932                             |
| GEBURTSORT       | Berlin, Freistaat Preußen, Weimarer Republik |
| STERBEDATUM      | 11. September 2020                           |
| STERBEORT        | Bochum                                       |